# Stefan Blunier
Stefan Blunier (* 11. August 1964 in Bern) ist ein Schweizer Dirigent und Pianist. Er war 2008 bis 2016 Generalmusikdirektor der Bundesstadt Bonn und Chefdirigent des Beethoven Orchesters Bonn und der Oper Bonn.

## Leben
Blunier studierte zunächst in seiner Heimatstadt an der Hochschule der Künste Bern und ab 1984 an der Folkwang-Hochschule in Essen, u. a. bei Reinhard Peters, die Fächer Horn, Klavier, Komposition und Dirigieren. Schon während des Studiums war Blunier international konzertierend tätig und beteiligte sich an Rundfunkproduktionen. Mit Auszeichnungen in wichtigen Dirigierwettbewerben, 1990 in Besançon und 1992 in Kopenhagen, begann eine weltweite Karriere als Dirigent.
Zunächst als zweiter Kapellmeister und Korrepetitor am Staatstheater Mainz angestellt, fand Blunier 1992 an das Theater Augsburg, wo er die Stelle des ersten Kapellmeisters bekleidete. 1995 wechselte er für sechs Jahre an das Nationaltheater Mannheim, wo er ebenfalls erster Kapellmeister wurde. Im Jahr 2001 folgte eine Anstellung als Generalmusikdirektor des Staatstheaters Darmstadt. Von 2008 bis 2016 war Blunier Generalmusikdirektor der Bundesstadt Bonn, was ihn zum Chefdirigenten sowohl des Beethoven Orchesters Bonn als auch der Oper Bonn machte.
Gastdirigate führten ihn u. a. an einige deutsche Rundfunksinfonieorchester, in die Bayerische Staatsoper und die Deutsche Oper Berlin, an das Gewandhausorchester Leipzig und die English National Opera in London sowie weitere Orchester und Opernhäuser in mehr als zehn Ländern. Er ist zudem „Premier Chef Invité“ des Orchestre national de Belgique in Brüssel.
Blunier ist verheiratet und hat einen Sohn.

## Auszeichnungen
Unter der Leitung von Blunier hat das Beethoven Orchester Bonn seit 2009 fünf Mal den ECHO Klassik verliehen bekommen, so 2009 und 2011 in der Kategorie „Klassik für Kinder“ für das von Blunier mitinitiierte konzertpädagogische Projekt „Bobbys Klassik“. Zudem wurden Blunier und sein Orchester 2011 und 2012 in der Kategorie „Operneinspielung des Jahres“ für die Wiederaufnahme des Golem von Eugen d’Albert und der Oper Irrelohe von Franz Schreker ausgezeichnet.

## Repertoire
Bluniers Repertoire wird als vielseitig, mit „programmatischen Vorlieben für die Moderne und die unbekannteren Kompositionen der Spätromantik“ beschrieben. Ein wichtiges Thema ist ihm u. a. die Förderung und Präsentation selten gespielter Kompositionen, insbesondere seltener Opern, die er in ein klassisches Repertoire einbettet, um sie dem Zuhörer näherzubringen. Um diesem Ziel nachzukommen, führt Blunier das Publikum vor jedem Konzert in das Programm ein.

## Aufnahmen
Bluniers Diskografie bei den Labels cpo, Sony und Dabringhaus & Grimm umfasst Produktionen von Komponisten wie Eugen d’Albert, Anton Bruckner, Franz Liszt, Franz Schreker und Arnold Schönberg.